# Estepa del Sal
La estepa del Sal o estepas del Sal (del ruso: Сальские степи) es una región, regada por el río Sal, situada entre los ríos Don y Volga, que ocupa la zona oriental del óblast de Rostov del sur de la Rusia europea.

## Características
Durante el verano, la estepa se vuelve muy árida bajo el Sol, convirtiéndose en un semidesierto. La principal vegetación es la stipa y la artemisia. El insecto más característico de esta estepa, endémico en la región esteparia del mar Negro, es el tolstún de la estepa. Desde tiempos inmemoriales habitaban aquí saigas, liebres y lobos.

## Historia
En 1555 la estepa estaba ocupada por los nogayos, mientras que en la década de 1670 la ocupaban los calmucos. En 1836, el territorio de las estepas de Salsk pertenecía al Óblast de la Hueste del Don. Las estepas del Sal son nombradas como lugar de operaciones de los cosacos del Don al mando del atamán Popov en los años de la Guerra Civil Rusa. Tras las guerras de comienzos del siglo XX y la cesión del territorio del óblast de Kars a Turquía, miles de rusos molokanes desplazados de Transcaucasia se vieron obligados a hacer de estas estepas, entonces vírgenes, su nuevo hogar, facilitado por el gobierno soviético. Organizaciones de molokanes siguen en activo en la región del raión de Tselina del óblast de Rostov.